# نيك سنكلير (مصور)
نيك سنكلير (بالإنجليزية: Nick Sinclair)‏ هو مصور بريطاني، ولد في 1963.

## وصلات خارجية
- الموقع الرسمي